# Kosovo en de Europese Unie
Kosovo heeft nog te veel politieke en economische problemen om toe te treden tot de Europese Unie. Het grootste probleem is dat Kosovo niet door alle EU-lidstaten wordt erkend als staat. Vijf van de 27 lidstaten erkennen Kosovo niet: Cyprus, Griekenland, Roemenië, Slowakije en Spanje. Kosovo wordt nu beschouwd als potentiële lidstaat. Op 20 april 2005 zei de Europese Commissie over Kosovo, dat de Europese Unie de toekomst is voor Kosovo.
Op 20 januari 2006 heeft de Europese Unie gezegd dat Kosovo, Montenegro en Servië meer moeten samenwerken. In 2007 is een orgaan opgericht (de STM) dat de relatie tussen de Europese Unie en Kosovo bevordert. Dit orgaan bevordert de samenwerking op het gebied van goed bestuur, economie, interne markt, innovatie en infrastructuur. Net zoals Montenegro nam Kosovo in november 1999 de Duitse mark als officiële munteenheid aan. In 2002 nam Kosovo de euro aan.
Kosovo vroeg op 15 december 2022 als laatste land in de Westelijke Balkan het lidmaatschap aan voor de EU. Tevens kreeg het land zicht op visum-vrij reizen naar de EU.

## Onderhandelingen
| Gemeenschapsrecht                                                              | Screening begonnen    | Screening voltooid | Hoofdstuk geopend | Hoofdstuk afgesloten |
| ------------------------------------------------------------------------------ | --------------------- | ------------------ | ----------------- | -------------------- |
| 1. Vrij verkeer van goederen                                                   | –                     | –                  | –                 | –                    |
| 2. Vrij verkeer van werknemers                                                 | –                     | –                  | –                 | –                    |
| 3. Recht van vestiging en vrije dienstverrichting                              | –                     | –                  | –                 | –                    |
| 4. Vrij verkeer van kapitaal                                                   | –                     | –                  | –                 | –                    |
| 5. Overheidsopdrachten                                                         | –                     | –                  | –                 | –                    |
| 6. Vennootschapsrecht                                                          | –                     | –                  | –                 | –                    |
| 7. Wet inzake intellectuele eigendom                                           | –                     | –                  | –                 | –                    |
| 8. Concurrentiebeleid                                                          | –                     | –                  | –                 | –                    |
| 9. Financiële diensten                                                         | –                     | –                  | –                 | –                    |
| 10. Informatiemaatschappij en media                                            | –                     | –                  | –                 | –                    |
| 11. Landbouw                                                                   | –                     | –                  | –                 | –                    |
| 12. Voedselveiligheid, veterinair en fytosanitair beleid                       | –                     | –                  | –                 | –                    |
| 13. Visserij                                                                   | –                     | –                  | –                 | –                    |
| 14. Vervoersbeleid                                                             | –                     | –                  | –                 | –                    |
| 15. Energie                                                                    | –                     | –                  | –                 | –                    |
| 16. Belasting                                                                  | –                     | –                  | –                 | –                    |
| 17. Economisch en monetair beleid                                              | –                     | –                  | –                 | –                    |
| 18. Statistiek                                                                 | –                     | –                  | –                 | –                    |
| 19. Sociaal beleid en werkgelegenheid                                          | –                     | –                  | –                 | –                    |
| 20. Ondernemings- & industriebeleid                                            | –                     | –                  | –                 | –                    |
| 21. Trans-Europese Netwerken                                                   | –                     | –                  | –                 | –                    |
| 22. Regionaal beleid en coördinatie van structuurinstrumenten                  | –                     | –                  | –                 | –                    |
| 23. Rechterlijke macht en fundamentele rechten                                 | –                     | –                  | –                 | −                    |
| 24. Justitie, vrijheid en veiligheid                                           | –                     | –                  | –                 | –                    |
| 25. Wetenschap en onderzoek                                                    | –                     | –                  | –                 | –                    |
| 26. Onderwijs en cultuur                                                       | –                     | –                  | –                 | –                    |
| 27. Milieu                                                                     | –                     | –                  | –                 | –                    |
| 28. Bescherming consumenten en volksgezondheid                                 | –                     | –                  | –                 | –                    |
| 29. Douane-unie                                                                | –                     | –                  | –                 | –                    |
| 30. Buitenlandse betrekkingen                                                  | –                     | –                  | –                 | –                    |
| 31. Buitenlands, veiligheids- en defensiebeleid                                | –                     | –                  | –                 | –                    |
| 32. Financiële controle                                                        | –                     | –                  | –                 | –                    |
| 33. Financiële en budgettaire bepalingen                                       | –                     | –                  | –                 | –                    |
| 34. Instellingen                                                               | Niets om aan te nemen | –                  | –                 | –                    |
| 35. Andere kwesties: normalisering van de betrekkingen tussen Kosovo en Servië | Niets om aan te nemen | –                  | –                 | –                    |
| Voortgang                                                                      | 0 van de 33           | 0 van de 33        | 0 van de 33       | 0 van de 33          |

Oprichting:

1957: ondertekening Verdrag van Rome door:
België · Frankrijk · Bondsrepubliek Duitsland · Nederland · Luxemburg · Italië

1958: oprichting Europese Economische Gemeenschap

Uitbreidingen:

1973: Denemarken · Ierland · Verenigd Koninkrijk

1981: Griekenland

1986: Portugal · Spanje

1995: Finland · Oostenrijk · Zweden

2004: Cyprus · Estland · Hongarije · Letland · Litouwen · Malta · Polen · Slovenië · Slowakije · Tsjechië

2007: Bulgarije · Roemenië

2013: Kroatië

Kandidaat-lidstaten:

Albanië · Bosnië en Herzegovina · Georgië · Moldavië · Montenegro · Oekraïne · Noord-Macedonië · Servië · Turkije

Potentiële lidstaten:

Kosovo 

Staten die hun aanvraag introkken:

IJsland · Liechtenstein · Noorwegen · Zwitserland
Overige Europese staten:

Armenië · Azerbeidzjan · Wit-Rusland · Rusland
Uitgetreden staten:

2020: Verenigd Koninkrijk